# Santo Amador
Santo Amador é uma povoação portuguesa do Município de Moura que foi sede da extinta Freguesia de Santo Amador, freguesia que tinha 72,63 km² de área e 412 habitantes (2011), e, por isso, uma densidade populacional de 5,7 hab./km².
A Freguesia de Santo Amador foi extinta (agregada) pela reorganização administrativa de 2012/2013, tendo o seu território sido agregado ao das Freguesias de Santo Agostinho de Moura e de São João Baptista de Moura para criar a União de Freguesias de Moura (Santo Agostinho e São João Baptista) e Santo Amador.

## População
| População da freguesia de Santo Amador (1864 – 2011) | População da freguesia de Santo Amador (1864 – 2011) | População da freguesia de Santo Amador (1864 – 2011) | População da freguesia de Santo Amador (1864 – 2011) | População da freguesia de Santo Amador (1864 – 2011) | População da freguesia de Santo Amador (1864 – 2011) | População da freguesia de Santo Amador (1864 – 2011) | População da freguesia de Santo Amador (1864 – 2011) | População da freguesia de Santo Amador (1864 – 2011) | População da freguesia de Santo Amador (1864 – 2011) | População da freguesia de Santo Amador (1864 – 2011) | População da freguesia de Santo Amador (1864 – 2011) | População da freguesia de Santo Amador (1864 – 2011) | População da freguesia de Santo Amador (1864 – 2011) | População da freguesia de Santo Amador (1864 – 2011) |
| ---------------------------------------------------- | ---------------------------------------------------- | ---------------------------------------------------- | ---------------------------------------------------- | ---------------------------------------------------- | ---------------------------------------------------- | ---------------------------------------------------- | ---------------------------------------------------- | ---------------------------------------------------- | ---------------------------------------------------- | ---------------------------------------------------- | ---------------------------------------------------- | ---------------------------------------------------- | ---------------------------------------------------- | ---------------------------------------------------- |
| 1864                                                 | 1878                                                 | 1890                                                 | 1900                                                 | 1911                                                 | 1920                                                 | 1930                                                 | 1940                                                 | 1950                                                 | 1960                                                 | 1970                                                 | 1981                                                 | 1991                                                 | 2001                                                 | 2011                                                 |
| 649                                                  | 668                                                  | 782                                                  | 761                                                  | 937                                                  | 936                                                  | 1 425                                                | 1 369                                                | 1 492                                                | 1 387                                                | 1 027                                                | 884                                                  | 717                                                  | 456                                                  | 412                                                  |

## História
[carece de fontes?]
A referência mais antiga que se conhece feita à freguesia é uma carta concedida por D. João I a 9 de Novembro de 1396. Nela, é coutada a herdade da Barrada. Esta é a primeira vez que este nome aparece referindo-se a uma herdade. Outra carta de 1452 refere “dois casais nas Barradas”. Esta carta indica-nos o que eventualmente poderá ser o embrião de um aglomerado urbano - os casais mas mais importante e seguro que isso define já as Barradas como um sítio, onde se localizam, entre outros, dois casais, e não apenas uma herdade. Nesta altura a Barrada ou Barradas é já uma unidade territorial.
No ano de 1600, nos livros de pagamento de impostos, é mencionado já claramente a Barrada como unidade administrativa independente, ou seja, é referida a Barrada como uma paróquia. Dela faziam parte as herdades que compõem hoje, grosso modo, a freguesia, e é essa a razão pela qual sabemos que a antiga freguesia da Barrada é hoje a freguesia de Santo Amador.
Nas "Memórias Paroquiais de 1758" é mencionado que a freguesia se chama Barrada de Santo Amador. Importa aqui saber onde e quando é que se dá a alteração e o que teria levado a que a denominação Santo Amador se impusesse. A freguesia figurava ainda no século XVIII entre as freguesias de Campo do Concelho de Moura. Estas freguesias eram compostas apenas de igreja paroquial que assistia paroquianos que viviam espalhados pelas herdades. Se eventualmente existia um aglomerado junto da igreja, ele era bastante pequeno. A título de exemplo refira-se que em 1732 apenas 5 chefes de família pagaram impostos enquanto caseiros da freguesia. Este pequeno aglomerado teve no final do século XVIII e no decorrer do século XIX um forte crescimento, ao qual não foi certamente alheio a qualidade dos Barros de Santo Amador.
Ainda no século XVIII, nos livros de pagamento de impostos, na freguesia da Barrada aparece já mencionada a aldeia de Santo Amador. Estamos perante um caso em que a freguesia tinha um nome e a única aldeia que se encontrava na mesma, outro. Este caso não é único no concelho, também à freguesia de S. Pedro da Adiça pertencia a aldeia do Sobral.
A partir daí é fácil perceber que com uma aldeia física e socialmente estruturada rapidamente o nome da aldeia passaria também a ser o nome da freguesia. Se no exemplo que é referido da freguesia de S. Pedro da Adiça é mais fácil perceber a mudança de nome da freguesia uma vez que a igreja paroquial e a aldeia se encontravam em sítios distintos, em Santo Amador a aldeia cresceu em torno da igreja paroquial.
Quanto a nós a mudança de nome poderá estar associada ao facto de ter sido o surgimento e o crescimento da aldeia de Santo Amador que permitiram que das cinco antigas freguesias de campo do concelho de Moura só esta se tenha mantido. Ou seja a partir de meados do século XIX e até ao seu término quando são extintas as freguesias de campo por não terem capacidade de “sustentar” o pároco, já Santo Amador abandonou essa categoria para figurar como aldeia do termo de Moura.
Santo Amador após o 25 de Abril de 1974, teve como presidentes de Freguesia, por "nomeação" Joaquim Barras Seita; "eleição" Francisco Coelho Fachadas; Laura Mestre Fialho; Manuel Doroteia Monteiro; Joaquim Cabito Félix; Mário Manuel Caldeira Jacinto; Francisco Coelho Fachadas; José Varela Rocha; Francisco Paixão Baião; Helena Janeiro Batista.

## Gastronomia
Um prato típico de Santo Amador é a Açorda de Alho.
Migas com Carne de Porco Frita. "Popular"
Gaspacho Alentejano. "Popular"
Caldo de Peixe do Rio Ardila. "Popular"
Caldo de Toucinho "Sobranfusa". "Popular"
Caldo de Bacalhau com ovos e queijo de cabra fresco. "Popular"